# Safran
Safran (Euronext SAF) és un gran grup industrial i tecnològic francès, present internacionalment en els camps de l'aeronàutica, l'espai i la defensa. Es va crear el 2005 durant la fusió entre Snecma i Sagem. Des del setembre del 2011 figura al CAC 40.
Els seus negocis són el disseny i producció de motors d’avions, helicòpters i coets, equipament aeronàutic i defensa.
Després de l’absorció de Zodiac Aerospace el 2018, el grup comptava amb més de 81.000 empleats a finals de setembre de 2020.